# ランボルギーニ・350GTザガート
ランボルギーニ・350GTザガート(Lamborghini350GTZagato)
ランボルギーニ・350GTをベースにザガート社によって手を加えられたもので、白と赤の2台が制作された。

## 日本において
2019年、コンコルソデレガンツァ京都2019に展示のために、アメリカから日本に持ち込まれた。また、同イベントにおいてアワードを獲得している。